# ZZ Ceti
ZZ Ceti (auch Ross 548) ist ein Weißer Zwerg in einer Entfernung von etwas über 100 Lichtjahren im Sternbild Walfisch. Er ist der Prototyp der sogenannten ZZ-Ceti-Sterne aufgrund seiner Pulsationen.